# North Olmsted
North Olmsted est une ville située dans le comté de Cuyahoga, dans l'État de l'Ohio, aux États-Unis. Elle se trouve dans la banlieue ouest de Cleveland. Lors du recensement de 2010, sa population s’élevait à 32 718 habitants. Sa superficie totale est de 30,23 km2.

## Source
- (en) Cet article est partiellement ou en totalité issu de l’article de Wikipédia en anglais intitulé « North Olmsted, Ohio » (voir la liste des auteurs).